# Loco Motion
Loco Motion è un album di Joe Loco, pubblicato dalla Columbia Records nel 1955.

## Tracce
Lato A
1. Loco Motion – 2:41 (Joe Loco)
2. Tremendo cha-cha-cha (Based on "Plegaria") – 2:39 (Bianco)
3. Mama Inez (h! Mom E-Nez) – 2:43 (L.W. Gilbert, Grenet)
4. Cha-Cha-Cha N° 5 – 2:45 (Joe Loco)
5. My Heart, My Life, My Love – 2:04 (Joe Loco)
6. Paso Merengue – 2:17 (Joe Loco)

Lato B
1. Manhattan – 3:06 (Hart, Rodgers)
2. Baion Baby – 2:06 (Joe Loco)
3. All of You (From : "Silk Stockings") – 2:24 (Cole Porter)
4. Negra Consentida – 2:44 (Pardave)
5. Tenderly – 2:37 (J. Lawrence, Gross)
6. Happy Days Are Here Again – 2:47 (Yellen, Ager)

## Formazione
- Joe Loco  - pianoforte
- Joe Loco Orchestra; altri musicisti non accreditati, probabilmente presenti Willie Bobo e Mongo Santamaría